# Banco
Banco – debiutancki album studyjny amerykańskiego rapera Sir Michaela Rocksa. Album został wydany 29 lipca 2014 roku przez 6 Cell Phones. Na albumie gościnnie wystąpili Twista, Casey Veggies, Iamsu!, Robb Banks, Pouya, Mac Miller, Trinidad James, Too Short, Buddy i Chuck Inglish.

## Wydanie i promocja
17 grudnia 2013 roku ukazał się pierwszy singel z albumu „Memo”. 14 stycznia 2014 roku ukazał się teledysk do „Memo”. 19 czerwca 2014 ukazał się teledysk do „Playstation 1.5”. 15 lipca 2014 ukazał się teledysk do „Fuck SeaWorld”. 23 lipca 2014 roku ukazał się teledysk do „Bussin '” z udziałem Casey Veggies i Iamsu!. 

## Odbiór krytyczny
Banco spotkało się z ogólnie pozytywnymi recenzjami krytyków muzycznych. Jesse Fairfax z HipHopDX stwierdził: „Wybór ukrycia dziwaczności jego znaku towarowego w obniżkach cen akcji i czystej pewności siebie jest ciekawy, ale Banco pozostaje przez większość czasu zabawny”. Erin Lowers z Exclaim! powiedział: „Podczas gdy ostatecznym miejscem akcji Banco są destrukcyjne moce i gniew Chi-Town, Mikey Rocks wydobywa rozgrzewającą duszę, która ją łagodzi. Mając już ugruntowaną karierę w królestwie bum-bap, Sir Michael Rock odkrywa na nowo jako artysta solowy rozdziera poza planami, które kiedyś położył i ustanawia fundament, który może prowadzić prosto do el Banco. Liryczne rozróżnienie jest równie pewne, jak jego luksusowa garderoba. Ale po ukończeniu albumu Banco bez wątpienia pozostawia słuchacza tęskniącego za pewnym rodzajem produkcji, który bardziej odpowiada jego możliwościom lirycznym. ” Adam Kivel z Consequence of Sound powiedział: „Chociaż elementy tego wydają się nieco niepowiązane, Banco powinien przejść długą drogę w kierunku uczynienia solowych rzeczy równie gorącymi towarami”.

## Lista utworów
| No.                | Tytuł                                                  | Twórcy                                                | Producenci         | Długość |
| ------------------ | ------------------------------------------------------ | ----------------------------------------------------- | ------------------ | ------- |
| 1.                 | "Intro"                                                | Antoine Reed                                          | Reno               | 3:41    |
| 2.                 | "Memo"                                                 | Reed                                                  | Reno               | 3:41    |
| 3.                 | "Some Ish" (feat. Twista)                              | - Reed - Carl Mitchell                                | Blended Babies     | 5:23    |
| 4.                 | "The Docks Skit"                                       | Reed                                                  |                    | 1:28    |
| 5.                 | "Bussin'" (feat. Casey Veggies and Iamsu!)             | - Reed - Casey Jones - Sudan Williams                 | Reno               | 4:24    |
| 6.                 | "Playstation 1.5"                                      | Reed                                                  | Sir Michael Rocks  | 1:59    |
| 7.                 | "Drug Dealer"                                          | Reed                                                  | Reno               | 3:02    |
| 8.                 | "Kill Switch" (feat. Robb Bank$ i Pouya)               | - Reed - Richard Burrell - Kevin Pouya                | Reno               | 3:43    |
| 9.                 | "Dino Feeding Skit"                                    | Reed                                                  |                    | 1:14    |
| 10.                | "Lost Boys" (feat. Mac Miller i Trinidad James)        | - Reed - Malcolm McCormick - Nicholas Williams        | Larry Fisherman    | 5:39    |
| 11.                | "One Time" (feat. Buddy)                               | - Reed - Simmie Sims                                  | Tye Hill           | 4:13    |
| 12.                | "Cold Sore Skit"                                       | Reed                                                  |                    | 1:37    |
| 13.                | "Fuck SeaWorld"                                        | Reed                                                  | Sir Michael Rocks  | 2:45    |
| 14.                | "Ain't Nothing Like" (feat. Too $hort i Chuck Inglish) | - Reed - Todd Shaw - Evan Ingersoll - Dijon McFarlane | DJ Mustard         | 3:28    |
| 15.                | "Francois"                                             | Reed                                                  | Reno               | 3:27    |
| Całkowita długość: | Całkowita długość:                                     | Całkowita długość:                                    | Całkowita długość: | 49:49   |

## Pozycje na listach
| Lista (2014)                       | Pozycja |
| ---------------------------------- | ------- |
| USA Billboard 200                  | 118     |
| Top R&B/Hip-Hop Albums (Billboard) | 21      |
| Top Rap Albums (Billboard)         | 13      |
| Independent Albums (Billboard)     | 19      |